# آسفالت

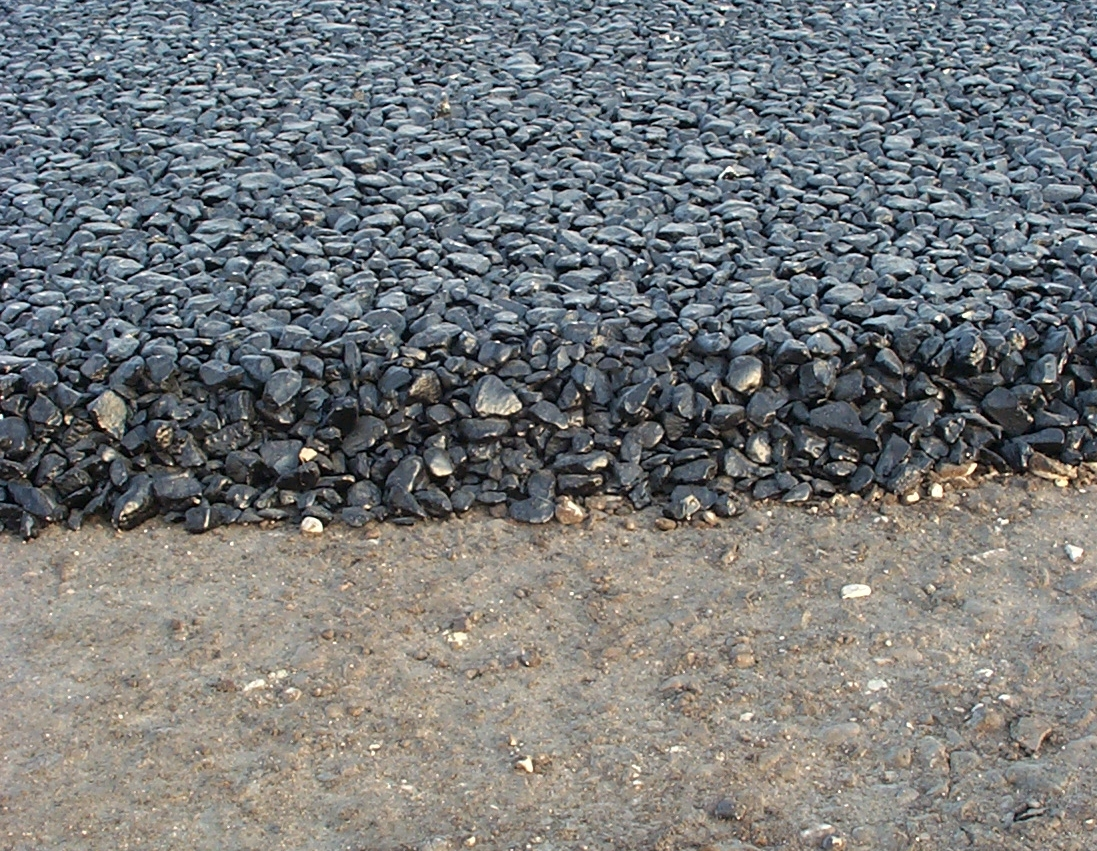
لایه زیرین آسفالت یک خیابان

آسفالت (به فرانسوی: Asphalte) ماده‌ای ترکیبی است که از مخلوط کردن شن و ماسه و قیر ساخته می‌شود و در ساخت جاده، باند فرودگاه و پشت بام ساختمان‌ها به کار گرفته می‌شود.
اصلی‌ترین کاربرد آسفالت در ساخت جاده‌ها است (نزدیک به ۷۰٪)، که در آن از ترکیب شن و ماسه و قیر برای ساخت بتن آسفالتی استفاده می‌شود.
آسفالت به‌طور ۱۰۰٪ قابل بازیافت بوده و بیشترین ماده ساخت و ساز بازیافت شده است.
آسفالت در زبان فرانسه به معنای «قیر» نیز می‌باشد، و باید توجه داشت که منظور از آسفالت در زبان فارسی «بتن آسفالتی» است که به‌طور خلاصه به آن آسفالت گفته می‌شود. واژه آسفالت از زبان یونانی باستانی ἄσφαλτος ásphaltos گرفته شده است.

## انواع آسفالت
آسفالت با توجه به نحوه کاربرد و اختلاط، به چهار دسته آسفالت گرم، آسفالت حفاظتی و آسفالت سرد و تراشه آسفالت تقسیم‌بندی می‌شود. 

### آسفالت گرم
آسفالت گرم یک نوع فرمولاسیون آسفالت است که در شرایط حرارتی بالاتر از معمول ساخته می‌شود و به دلیل این که دمای آن بالاتر از نقطه نرم شدن آسفالت است، در زمان ساخت از روش‌های خاصی استفاده می‌شود. این فرمولاسیون آسفالت حاوی مواد معدنی و بیتومن است که در دماهای بالا به حالت مایع تبدیل می‌شود. از آسفالت گرم به‌طور گسترده در ساخت و نصب مختلف سطوح راه‌ها مانند جاده‌ها، پل‌ها و فرودگاه‌ها استفاده می‌شود. این نوع آسفالت به دلیل مزایایی مانند زمان کوتاهتری برای ساخت و نصب، مقاومت بالاتر در برابر ترک خوردگی و قابلیت کار با دماهای پایین‌تر در فصل‌های سرد مورد توجه است.

## تولید آسفالت گرم
در مراحل اولیه پیدایش آسفالت، اکثراً مصالح سرند شده را در مخازن بزرگ فلزی ریخته و زیر آن را به کمک یک مشعل حرارت می‌دادند و هنگامی که مصالح به اندازه کافی گرم می‌شدند، قیر مذاب و گرم شده را به آن اضافه کرده و پس از اختلاط، در سطح راه پخش می‌کردند. با توسعه صنایع، به تدریج تجهیزات و ماشین آلات مجهز تری شناخته شد، تا آنجایی که امروزه انواع کارخانه‌های آسفالت مداوم و متناوب به صورت نمیه اتوماتیک و تمام اتوماتیک به بازار عرضه شده است.

## انواع آسفالت گرم

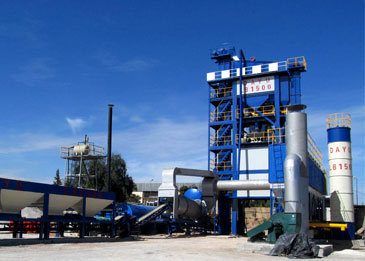
یک کارخانه ساخت آسفالت برای جاده‌سازی

آسفالت گرم مصرفی در قشرهای روسازی راه، به شرح انواع زیر است: 

### آسفالت رویه (توپکا)
آسفالت رویه آخرین قشر بتن آسفالتی است که در تماس مستقیم با بارهای وارده از ترافیک و عوامل جوی محیط قرار می‌گیرد. انواع آسفالت توپکا شامل دانه بندی 019 و 012 میباشد .آسفالت رویه طوری طراحی و اجرا می‌گردد که تحمل بارهای وارده را داشته و در مقابل اثرات سوء آب، یخبندان و تغییرات درجه حرارت، مقاومت کرده و دوام آورد.

### آسفالت آستر (بیندر)
این قشر بتن آسفالتی، بین قشر رویه و قشر اساس قیری و در صورت عدم وجود قشر اساس قیری، بین قشر رویه و قشر اساس سنگ شکسته قرار می‌گیرد و همان آسفالت 025 میباشد که تا حدود ۰/۲۵ میلی‌متر اندازه اجزای تشکیل دهنده می‌رسد.

### اساس قیری
این قشر به عنوان اولین قشر روسازی بتن آسفالتی می‌تواند مستقیماً روی قشر زیراساس یا اساس قرار گیرد. اساس قیری دارای دانه بندی درشت تر و مقدار قیر آن کمتر از آسفالت آستر و رویه می‌باشد.

### ماسه آسفالت
ماسه آسفالت از اختلاط ماسه شکسته یا ماسه طبیعی شسته یا مخلوطی از این دو با قیر تهیه می‌گردد. ماسه آسفالت را می‌توان در قشرهای به ضخامت حداقل ۱۵ میلی‌متر و بیشتر پخش و اجرا کرد. از ماسه آسفالت به عنوان قشر تسطیح آسفالت‌های قدیمی (قبل از روکش) نیز استفاده می‌شود.

### آسفالت متخلخل
این آسفالت از اختلاط قیر خالص اصلاح شده با مصالح سنگی صد در صد شکسته دارای دانه بندی باز در کارخانه آسفالت گرم تهیه و با ضخامت حدود ۲۵ تا ۴۰ میلی‌متر اجرا می‌شود. فضای خالی این آسفالت گرم بعد از کوبیده شدن در سطح راه، حدود ۲۰ درصد است. این قشر، جزء سیستم روسازی محسوب نمی‌شود و نمی‌توان از آن به عنوان قشر جایگزین رویه اصلی استفاده کرد.

## آسفالت حفاظتی
پخش قیر در راه‌های خاکی، شنی، آسفالتی و بتنی و بلافاصله پخش سنگدانه بر روی آن، یا قیرپاشی بدون سنگدانه یا استفاده از مخلوط‌های آسفالتی پیش ساخته از نوع دوغاب قیری (اسلاری سیل) یا میکروسرفیسینگ آسفالت حفاظتی نامیده می‌شود. ضخامت این نوع رویه سازی (میکروسرفیسینگ)، حداکثر ۱۲ میلی‌متر در ۲ لایه است که جزء سازه باربر روسازی راه محسوب نمی‌شود و عملکرد سازه‌ای ندارد. در آسفالتهای حفاظتی از قیرهای محلول، قیرابه‌ها یا قیرهای خالص با کندروانی کم استفاده می‌شود.

## دامنه کاربرد آسفالت حفاظتی
آسفالت‌های حفاظتی برای غیرقابل نفوذ کردن بستر راه، افزایش مقاومت سایشی و لغزشی آن و نیز بهسازی موقت رویه‌های موجود آسفالتی و بتنی مورد استفاده قرار می‌گیرد. این نوع رویه سازی به علت سرعت و سهولت اجرا و نیاز محدود به ماشین آلات و تجهیزات آسفالتی، در مقایسه با آسفالت گرم، بسیار مقرون به صرفه است.

## انواع آسفالت‌های حفاظتی
آسفالت‌های حفاظتی به شرح زیر تقسیم‌بندی می‌شود و هر یک به منظور خاصی مورد استفاده قرار می‌گیرد: 
1. سطحی یک یا چند لایه‌ای یا چیپ سیلینگ
2. سیلکوت‌ها یا اندودهای آب‌بند
3. مخلوط‌های آسفالتی قیرابه‌ای مانند دوغاب قیری و میکروسرفیسینگ
4. غبارنشانی و روغن پاشی راه (جلوگیری از گردوغبار و تثبیت راه‌های)

## آسفالت سرد
آسفالت سرد از اختلاط سنگدانه‌ها با قیرهای محلول (کات‌بک Cutback) یا قیرآبه‌ها (قیرهای امولسیون) در دمای محیط تهیه و در همین دما پخش و متراکم می‌شود. سنگدانه‌ها در زمان اختلاط با قیرابه می‌تواند مرطوب باشد ولی با قیرهای محلول، در دمای محیط یا تحت اثر حرارت باید خشک شده باشد. مخلوط‌های آسفالت سرد که با قیرهای محلول غلیظ مانندMC-3000 یا SC-3000 تهیه می‌شود، عملاً مانند آسفالت گرم باید در درجه حرارت ۹۵ درجه سانتیگراد یا بیشتر با قیر مخلوط شده و در محدوده همین دما، پخش و متراکم شود. آسفالت سرد را می‌توان در مسافت‌های زیاد حمل و سپس پخش کرد یا آن را در کارگاه انبار نمود و بعداً مورد استفاده قرار داد.

## دامنه کاربرد آسفالت سرد
آسفالت سرد در کلیه لایه‌های روسازی کاربرد دارد مشروط بر آن که تمام ضوابط و معیارهای طراحی و محدودیت‌های ترافیکی مسیر رعایت شده باشد. این نوع آسفالت در قشرهای رویه، آستر و اساس قیری برای ترافیک سبک و متوسط و در قشر اساس قیری برای ترافیک سنگین و خیلی سنگین می‌تواند مورد استفاده قرار گیرد.
کشور ایران یکی از بهترین تولیدکنندگان آسفالت در سطح خاورمیانه می‌باشد

## انواع آسفالت سرد
آسفالت سرد را برحسب روش تهیه و اجرا می‌توان به دو دسته آسفالت سرد کارخانه‌ای و آسفالت سرد مخلوط در محل تقسیم کرد.
1. آسفالت سرد کارخانه‌ای: آسفالت سرد کارخانه‌ای در کارخانه‌های ثابت و مرکزی آسفالت تهیه می‌شود و سپس برای پخش به محل مصرف حمل می‌شود.
2. آسفالت سرد مخلوط در محل: آسفالت سرد مخلوط در محل به دو روش زیر تهیه می‌شود:

الف- نوع مخلوط در محل که سنگدانه‌ها در کنار و امتداد راه ریسه شده و روی آن قیرپاشی می‌شود و سپس عمل اختلاط و پخش با گریدر یا وسایل نظیر آن انجام می‌گیرد.
ب- نوع مخلوط در کارگاه که عمل اختلاط قیر و سنگدانه‌ها در کارگاه‌های ثابت یا موقت انجام و مخلوط تهیه شده برای پخش
به محل مصرف حمل می‌شود.

## تراشه آسفالت
تراشه آسفالت یا همان خرده آسفالت مصالحی است که از تراشیدن آسفالت قدیمی خیابان ها و اتوبانها بوسیله دستکاه آسفالت تراش(ویرتگن) بدست می اید و پس از تراش بوسیله نوار نقاله دستگاه ویرتگن به داخل کامیون ریخته شده تا در محل پروژه تخلیه شود. 

## دامنه کاربرد تراشه آسفالت
تراشه آسفالت به دلیل ارزان بودن به نسبت آسفالت گرم جهت آسفالت جاده های باغ و محوطه پاریکنگ ها و مسیرهایی که نیاز به هزینه کمتر دارند استفاده میشود.
آسفالت تراشیده شده را بوسیله گریدر در سطح مورد نظر به  ضخامت 10 سانتی متر پخش کرده و با پاشیدن قیر و گازوییل بر روی تراشه آسفالت و کوبیدن با غلطک سنگین راهسازی کارایی 30 درصدی اسفالت گرم را به ما میدهد.
کار تراشه آسفالت حتما بایستی در فصل گرم اجرا شود تا مصالح به خوبی نرم شده و تراکم لازم را بگیرد.

## خواص فیزیکی
چگالی آسفالت فشرده بسته به میزان قیر و دانه بندی شن و ماسه در بازهٔ ۲٫۲ تا ۲٫۵ تن بر متر مکعب است.